# Epitaph Records
Epitaph Records — американский лейбл звукозаписи, основанный в 1980 году гитаристом группы Bad Religion Бретом Гуревичем (англ. Brett Gurewitz).
Как и некоторые другие подобные лейблы (например Dischord) первоначально был основан для издания и распространения записей только группы основателя, но впоследствии перерос в довольно крупную и известную рекорд-компанию. Название Гуревич взял из одноимённой песни группы King Crimson.
Направленность лейбла — панк-рок и хардкор (в 80-х годах), в середине 90-х добавились группы альтернативного рока. Со второго полугодия 2019 года на лейбле стали появляться исполнители жанра эмо-реп. Дочерние лейблы Epitaph — ANTI-, Wonderland Records, Burning Heart Records и Hellcat Records. В данный момент офисы Epitaph расположены в США (Калифорния, Лос-Анджелес), Канаде (Торонто) и Нидерландах.

## Некоторые группы рекорд-лейбла
| - Our Last Night - Bad Religion - Adolescents - Alesana - Converge - Agnostic Front - Beatsteaks - The Black Keys - The Dillinger Escape Plan - Guttermouth - Architects - The Hives - Madball - NOFX - Tricky - Now And On Earth - Nascar Aloe | - The Offspring - The All-American Rejects - Pennywise - Raised Fist - Rancid - Tom Waits - Turbonegro - Story of the Year - Bring Me the Horizon - Escape the Fate - You Me at Six - Falling In Reverse - Obey The Brave - Parkway Drive - Letlive. - Social Distortion - Lil Lotus |